# Hassania Darami
Hassania Darami (arabisch الحسنية الدرامي, * 10. Dezember 1953 in Rabat) ist eine ehemalige marokkanische Leichtathletin, die im Mittel- und Langstreckenlauf an den Start ging. Ihren größten Erfolg feierte sie mit dem Gewinn des Afrikameistertitels über 10.000 Meter 1985 in Kairo.

## Sportliche Laufbahn
Erste Erfahrungen bei internationalen Meisterschaften sammelte Hassania Darami vermutlich bei den Crosslauf-Weltmeisterschaften 1975 in Rabat, bei denen sie auf den 58. Platz gelangte. Im selben Jahr gewann sie bei den Maghreb-Meisterschaften in Tunis in 4:42,8 min die Silbermedaille im 1500-Meter-Lauf hinter der Tunesierin Latifa Dérouiche und sicherte sich auch über 3000 Meter in 10:04,0 min die Silbermedaille hinter Dérouiche. 1979 gewann sie bei den Afrikameisterschaften in Dakar in 4:26,5 min die Bronzemedaille über 1500 Meter hinter der Algerierin Sakina Boutamine und Rose Thomson aus Kenia und sicherte sich auch im 3000-Meter-Lauf in 9:39,7 min hinter diesen beiden Athletinnen Bronze. Anschließend belegte sie bei den Mittelmeerspielen in Split in 4:18,3 min den achten Platz über 1500 Meter. 1981 siegte sie in 4:26,95 min und 9:33,71 min über 1500 und 3000 Meter bei den Arabischen Meisterschaften in Tunis und im Jahr darauf gewann sie bei den Afrikameisterschaften in Kairo in 9:54,90 min die Bronzemedaille über 3000 Meter hinter den Kenianerinnen Justina Chepchirchir und Linah Cheruiyot. 1983 siegte sie in 4:31,7 min über 1500 Meter bei den Maghreb Meisterschaften in Casablanca und sicherte sich über 3000 Meter in 9:53,8 min die Silbermedaille hinter der Algerierin Dalila Méhira. Anschließend belegte sie bei den Mittelmeerspielen ebendort in 4:24,24 min den vierten Platz über 1500 Meter und wurde auch über 3000 Meter in 9:39,13 min Vierte. Bei den Straßenlauf-Weltmeisterschaften der Frauen 1984 in Madrid lief sie nach 36:27 min auf dem 32. Platz ein und bei den Crosslauf-Weltmeisterschaften 1985 in Lissabon wurde sie nach 16:09 min 35. im Einzelbewerb. Zuvor belegte sie bei den Hallenweltspielen in Paris in 9:40,45 min den fünften Platz über 3000 Meter. Im August siegte sie in 35:09,68 min bei den Afrikameisterschaften in Kairo im erstmals veranstalteten 10.000-Meter-Lauf und gewann dort über 3000 Meter in 9:19,82 min die Silbermedaille hinter der Kenianerin Hellen Kimaiyo Kipkoskei. Anschließend wurde sie beim IAAF World Cup in Canberra in 33:46,69 min Fünfte über 10.000 Meter. Zudem siegte sie bei den Panarabischen Spielen in Casablanca in 9:18,98 min über 3000 Meter und gewann in 4:20,48 min die Silbermedaille über 1500 Meter hinter ihrer Landsfrau Fatima Aouam. Bei den Crosslauf-Weltmeisterschaften 1986 in Colombier lief sie nach 15:58,2 min auf dem 56. Platz im Einzelrennen ein und 1988 gewann sie bei den Afrikameisterschaften in Annaba in 33:41,75 min die Silbermedaille über 10.000 Meter hinter der Ruanerin Marcianne Mukamurenzi. Anschließend startete sie über diese Distanz bei den Olympischen Sommerspielen in Seoul und verpasste dort mit 33:01,52 min den Finaleinzug. Im Jahr darauf belegte sie bei den Spielen der Frankophonie in Casablanca in 9:13,43 min den sechsten Platz über 3000 Meter und gewann in 34:20,75 min die Silbermedaille hinter der Ruanderin Marcianne Mukamurenzi. Zudem siegte sie in 34:55,6 min bei den Arabischen Meisterschaften in Kairo und stellte damit einen neuen Meisterschaftsrekord auf. Daraufhin beendete sie ihre aktive sportliche Karriere im Alter von 36 Jahren.
In den Jahren von 1981 bis 1983 wurde Darami marokkanische Meisterin im 1500-Meter-Lauf sowie 1981, 1982 und 1985 auch über 3000 Meter.